# 軍配

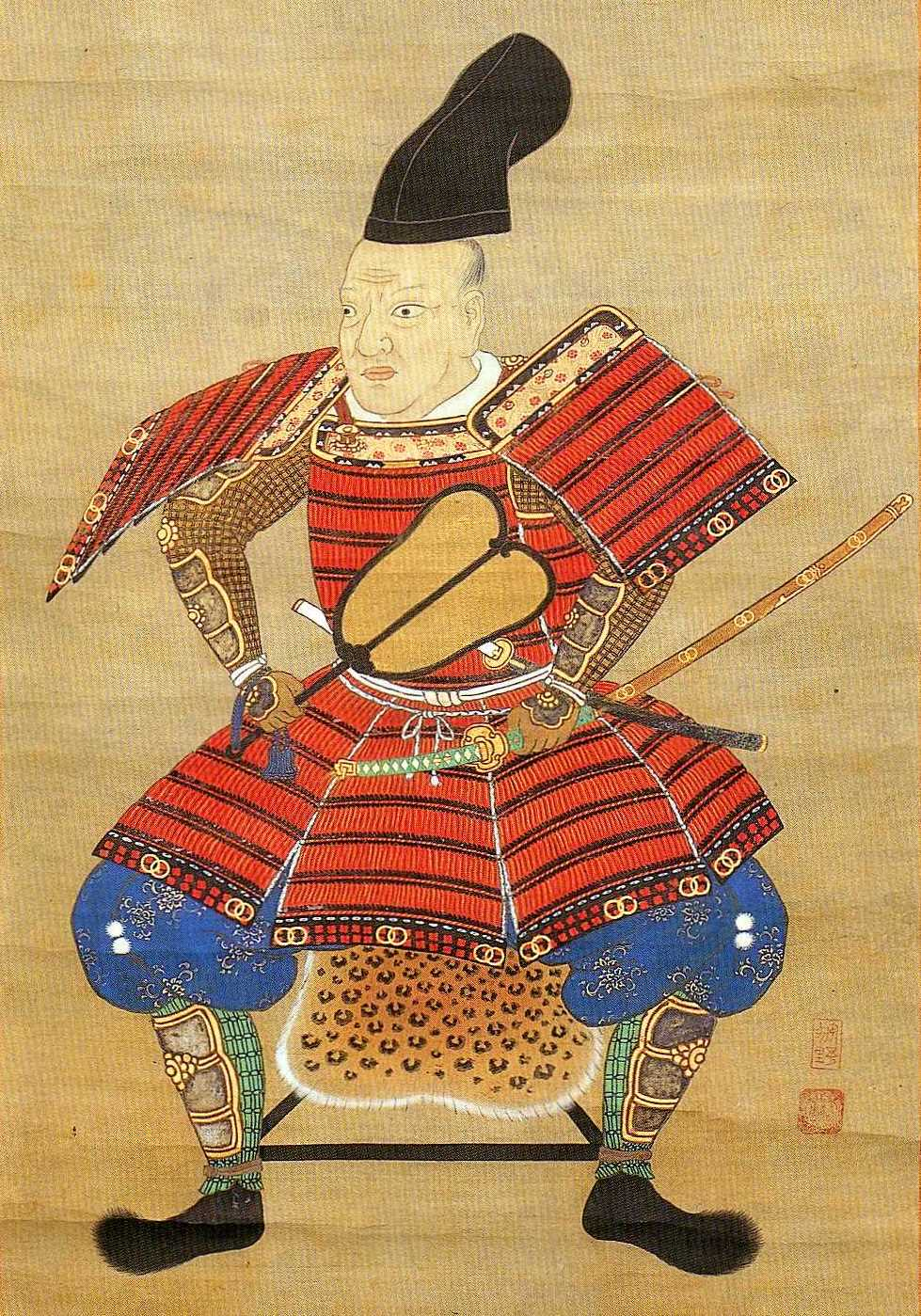
軍配を持つ武将像

軍配（ぐんばい）とは、かつて武将が戦の指揮に用いたうちわ形の道具の事である。相撲の行司が力士の立合いや勝負の判定を指示するのに用いる道具として知られている。転じて、相撲のみならず様々な勝負事において用いられる言葉にもなった。
軍配団扇（ぐんばいうちわ）の略であり、本来「軍配」とは、所謂「軍配術」「軍配兵法」とも呼ばれる、戦に際して方角・日時を見極め、天文を読んで軍陣を適切に配置する法のことである。「軍敗」とも表記される。軍配術を行う者を軍配者という。

## 概要
室町末期以降、合戦の指揮官（大将）が采配を振る際に捧持する光景が見られるようになる。古くから軍兵の指揮を執るときは、総（ふさ）に柄（え）を付けた「采配」という道具が用いられたが、早くから実用性は薄く、もっぱら威儀を整えるために使用されるのみであった。室町期に入り集団戦術の隆盛に伴って、団扇に方位・方角や十二支、陰陽・天文・八卦、二十八宿、梵字などを箔押しした軍配団扇が好んで用いられるようになり、武将や軍師の肖像にも多く描かれたものが残っている。当時の軍配者にとって、合戦の勝敗は本人のみならず一族の盛衰にもかかわる重大事であり、出陣の日取りや方角で吉凶を占い、天文を観察して未来を予測することは軍配者の大きな役割であった。団扇は古くから悪鬼を払い、霊威を呼び寄せるという意味合いで、神事などにも用いられてきたものである。
その形状は、円形、瓢箪（ひょうたん）形、楕円形などの板に柄（え）を付けたもので、羽に相当する板は漆（うるし）塗りの革や木、鉄製で、柄は鉄製の物が多く見られる。江戸時代以降は兵法軍学の隆興とともに流派ごとの形式化が進み、専ら儀容を繕うための装具として重みを増していったが、江戸末期の西洋軍学流入によって実用に供されることはなくなり、近現代では専ら大相撲の行司が用いるようになった。

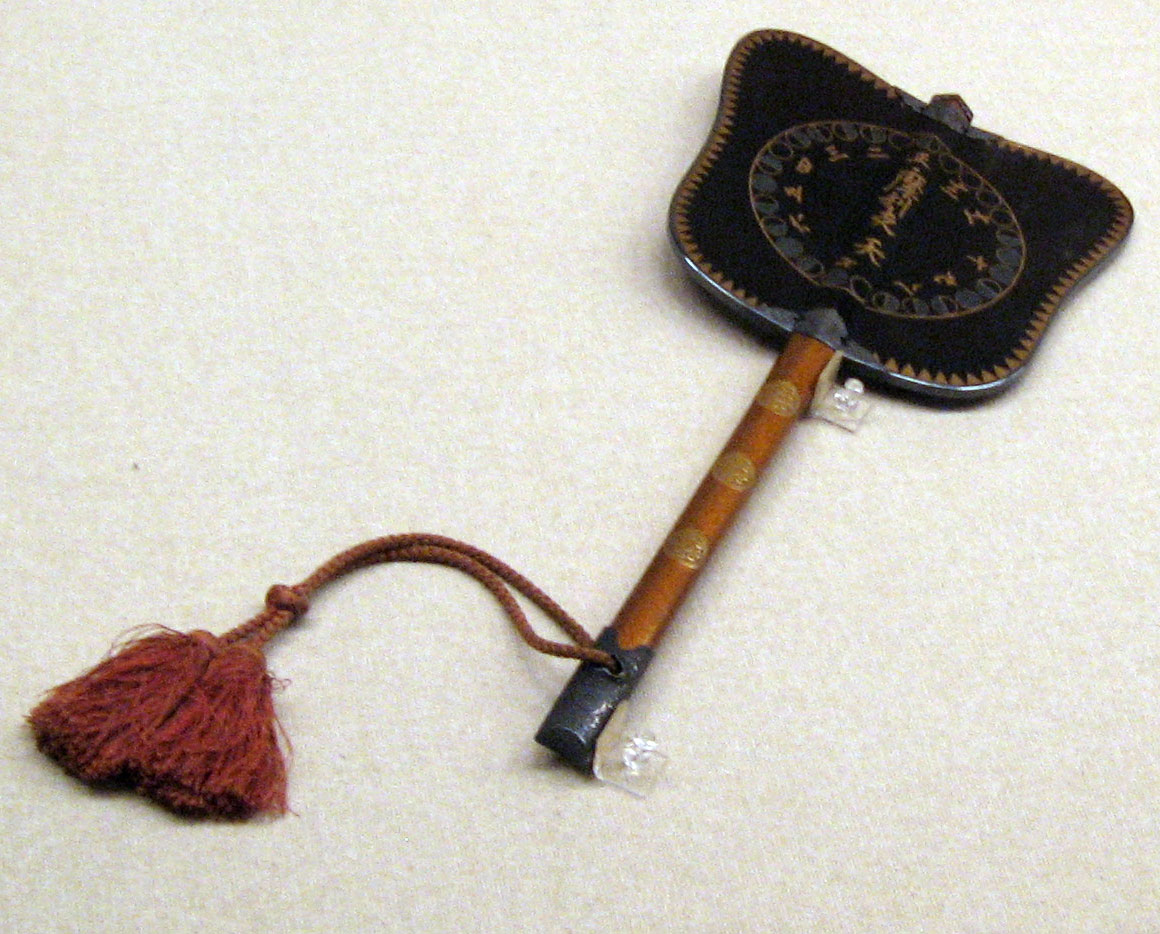
銀覆輪軍配（新庄藩戸沢家伝来）

## 相撲の軍配

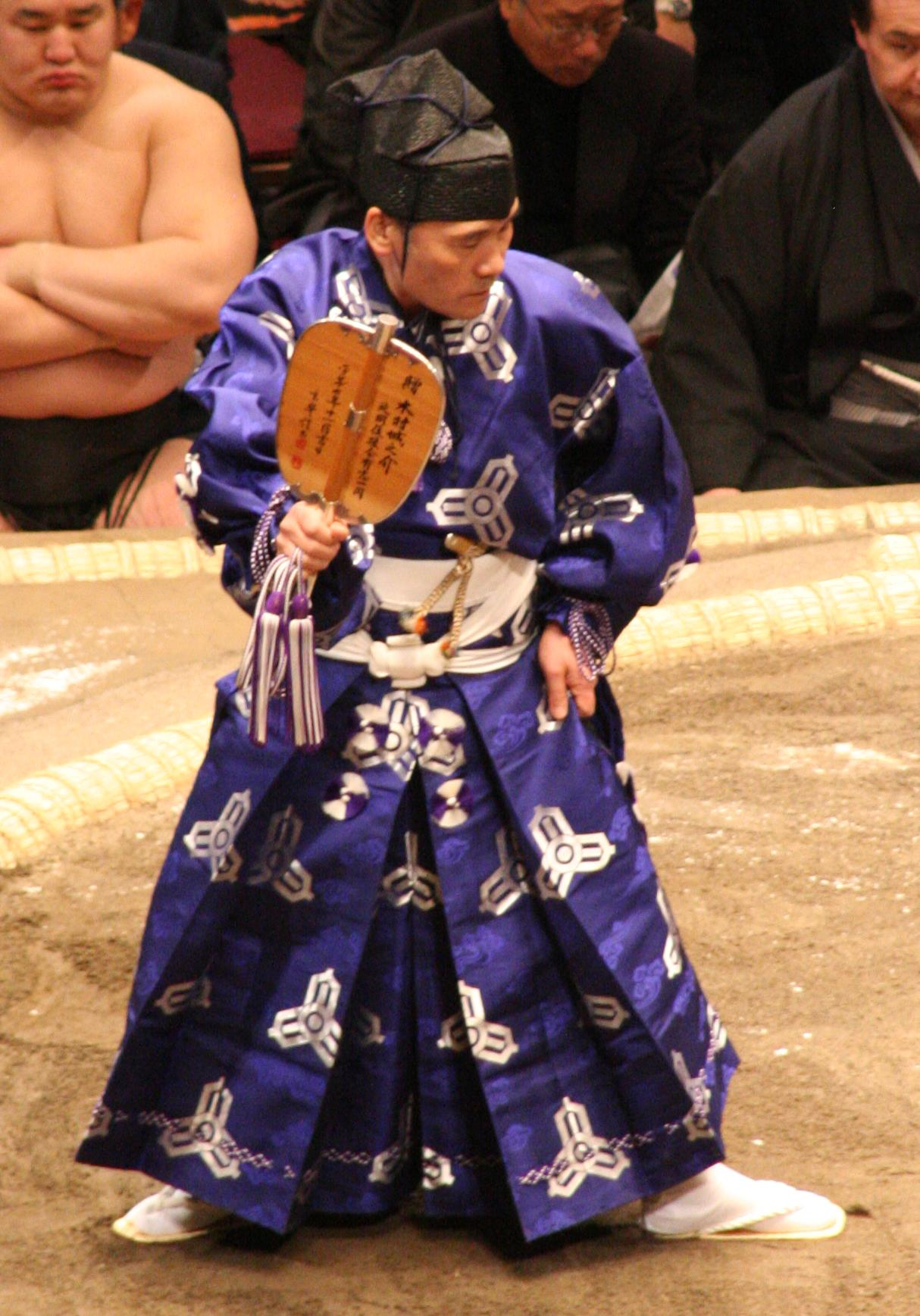
行司の軍配

軍配といえば相撲の行司が使用することで広く知られている。大相撲の「審判規則」（行司）の第一条では「行司が審判に際しては、規定の装束（直垂、烏帽子）を着用し、軍配を使用する。」とされている。
名乗りを上げる際、木村姓は手の甲を上にして持ち（陰の構え）、式守姓は手の甲を下にして持つ（陽の型）。仕切り中には行司は軍配を土俵に対して水平に構えるが、制限時間が来ると軍配を立てて構える（軍配を返す）。立合いの際には軍配で両者を割り、立ち上がる瞬間にこれを上げる。また勝敗が決するときに勝者の側へ向けて軍配を上げる。相撲に軍配が使われるようになった所以は、戦国時代、武士たちが陣中で相撲を取るときに、行司役の武将が勝敗を裁定する道具として使ったからであるという説がある。江戸時代、勧進相撲が始まった初期は扇子や唐団扇などが用いられていたが、元禄期に入って、それらのかわりに軍配が使われるようになった。
新入りの行司が最初に所有する軍配は先輩行司や部屋の師匠などから贈られる。その後昇進などの際に師匠や後援者などから贈られ、複数の軍配を本場所用と巡業用に分けている場合もある。師匠や兄弟子が使用していた軍配を譲り受けたものは譲り団扇と呼ばれ、特に名跡ごとに受け継がれているものが多い。木村庄之助と式守伊之助の譲り団扇は日本相撲協会管理とされ、東京場所以外では協会が保管している。保管・運搬の際には正絹の専用袋に入れ、軍配箱（明荷と同じ製法）に入れる。
形状
規則としては定められていない。かつては木村姓は瓢箪型、式守姓は卵型と形状が決まっていた。現代ではほとんどの行司が卵型の軍配を使う。
材質
樫、ケヤキ、紫檀などが用いられる。枠に金属を嵌め、柄は鉄や木などが使われた。十両格以上は軍配に漆を塗り、幕下格以下は漆を塗らない白木の軍配を用いるのが原則であるが、1973年（昭和48年）9月場所10日目に当時三役格行司の2代目式守伊三郎が白木の軍配を用いた逸話が残っている。
絵柄
決まりはなく、家紋や縁起の良い図柄、漢詩など。木村庄之助の譲り団扇は「知進知退 随時出處」（進むを知って、退くを知る。いつでもどこでも。）。
軍配の房
行司の格によって以下のように定められている。
- 立行司（木村庄之助）: 紫
- 立行司（式守伊之助、木村玉之助[注釈 1]、木村清之助[注釈 2]）: 紫白
- 副立行司[注釈 3]: 紫白
- 三役: 朱
- 幕内: 紅白
- 十両: 緑白[注釈 4]
- 幕下以下: 緑または黒[注釈 5]

なお、勝負が決まったときに軍配を上げることから、一般にも勝利することを「軍配が上がる」、あるいは勝者と認めることを「軍配を上げる」というようになった。

## 生物種への名称の転用
生物学の分野では、軍配団扇のような、左右に広がっていて、先端部が丸みを帯び、先端部の中央がくぼんでんでいる形状を、軍配形と呼ぶことがある。以下はそれに拠って命名された種の例である。
- グンバイムシ（全身の形から）
- グンバイヅル・グンバイヒルガオ（葉の形から）
- グンバイナズナ・マメグンバイナズナ（果実の形から）

## 家紋

唐団扇（とううちわ）
軍配団扇を象った家紋

軍配団扇・唐団扇（ぐんばいうちわ・とううちわ〈からうちわ〉）は日本の家紋「団扇紋」の一種である。
死者をよみがえらせる神通力を持つとされる鍾離権（しょうり けん・道教の八仙の一人）の持ち物であり、軍神として信仰されていた摩利支天の持ち物であることから家紋に使用された。初見は『源平盛衰記』の児玉党が使用した旗指物の記述である。
使用
児玉党一族と児玉党に関係する一族のほか、岡部氏、猪俣氏、奥平氏などが用いた。